# Apple One
Apple One è un servizio in abbonamento mensile realizzato da Apple per i suoi dispositivi (disponibile a partire da iOS 13, iPadOS 13, macOS Catalina e tvOS). Non vi sono previsti servizi pubblicitari e nessun acquisto in-app.

## Storia
A partire dal 2019 su App Store venne messo a disposizione il servizio in abbonamento Apple Arcade, con il quale poter scaricare giochi.
Apple One arriva successivamente come un servizio più completo, in quanto oltre a Apple Arcade comprende Apple Music, Apple TV+ e iCloud+.